# The Longest Journey
The Longest Journey е приключенска игра за персонален компютър на норвежкото студио Funcom. За първи път е издадена през 1999 от IQ Media Nordic в Норвегия. Жанр: приключенска игра, point-and-click.
Протагонистът в играта е младата April Ryan в чиято роля играча се превъплътява в 13-те глави на играта, за да разкрие мистерията около спасяването на двата свята: Arcadia, светът на магията и Stark – светът на науките.
The Longest Journey притежава минималистичен потребителски интерфейс, който набляга предимно на разказването на историята. Употребата едновременно на фентъзи и научнофантастични елементи в играта спомагат да се привлече вниманието на широката публика във време, когато приключенските игри са принудени да се състезават с нарастващата популярност на екшън- и стратегическите игри.
Играта заслужава признание за нейните локализации (преведена е на повече от десет езика от норвежки), но е критикувана за прекомерното количество диалози в нея (в играта има повече от 8300 индивидуални озвучени реплики).
Продължението Dreamfall е издадено 7 години след това – на 20 април 2006.

## История
Действието на играта се развива през 2209 година. Главната героиня се казва April и е едва на 18 години. Учи в колеж по рисуване и както много нейни връстници работи в кафене, за да издържа себе си. Обаче проблемът ѝ е, че сънува непрекъснато странни сънища за мистериозен свят. Всъщност той наистина съществува. Играта ни отвежда в Arcadia, обратният свят на Stark, в който героинята живее, където ще се сблъскаме с много различни персонажи, странни същества, магии, дори говорещи дървета и дракони.

## Герои
Някои от по-значимите герои:
- April Ryan
- Crow
- Burns Flipper
- Gordon Holloway
- Charlie, Emma, Fiona and Mickey
- Zack Lee
- Vestrum Tobias
- Roper Klacks
- Brian Westhouse
- Adrian
- Lady Alvane
- The White Dragon
- Cortez
- Jacob McAllen
- The Blue Dragon

## Dreamfall
Dreamfall е продължението на The Longest Journey. Официалното заглавие на играта е Dreamfall: The Longest Journey 2.